# CODA (gecodeerd dagafschrift)
CODA (geCOdeerd DAgafschrift) is een Belgische bankstandaard die omschrijft hoe banken transacties via elektronische weg moeten structureren. Zo kunnen de klanten van banken (voornamelijk bedrijven) alle verrichtingen die op hun bankrekening gebeurd zijn verwerken in een ander softwareprogramma naar keuze. Het bestand kan dan bijvoorbeeld ingelezen worden in een boekhoudpakket om zo de openstaande facturen van klanten aan de betalingen op de bankrekening te kunnen linken.